# Сырский, Александр Станиславович
Алекса́ндр Станисла́вович Сы́рский (укр. Олександр Станіславович Сирський, род. 26 июля 1965, Новинки, Владимирская область, РСФСР, СССР) — украинский военачальник, генерал (2024), герой Украины (2022). Командующий Сухопутными войсками Вооружённых сил Украины (2019—2024), главнокомандующий ВСУ с 8 февраля 2024 года.

## Биография
Родился 26 июля 1965 года, согласно данным ряда СМИ, в селе Новинки Киржачского района Владимирской области РСФСР в семье военного. Согласно информации издания «Российская газета», Сырский родился в деревне с таким же названием, но расположенной в другом районе этого региона — Петушинском. Журналисты нашли старый деревянный дом 31 бабушки Сырского, где были прописана его мать Людмила и он сам. При этом семья будущего военачальника жила в квартире в соседнем военном гарнизоне «Костерёво-1», где служил его отец. С 1980-х годов живёт на Украине. Среднюю школу окончил в Харькове, где проходил службу его отец.
Окончил Московское высшее общевойсковое командное училище, где учился с 1982 по 1986 год. В 1986 году начал службу командиром мотострелкового взвода 426-го мотострелкового полка 25-й мотострелковой дивизии (Лубны, Полтавская область, УССР).
С 1993 года командовал мотострелковым батальоном 6-й дивизии Национальной гвардии Украины в Чугуеве, затем был командиром полка этой дивизии. В 1996 году окончил с отличием Академию Вооруженных сил Украины (оперативно-тактический уровень), в 2005 году — Национальную академию обороны Украины (оперативно-стратегический уровень) с золотой медалью.
В начале 2000-х годов стал командиром 72-й отдельной механизированной бригады, базировавшейся в Белой Церкви. Получил звание генерал-майора.
В 2007 году назначен начальником штаба — первым заместителем командующего Объединённым оперативным командованием ВСУ.
В 2011—2012 годах — первый заместитель начальника Главного управления военного сотрудничества и миротворческих операций Генштаба ВСУ.
В 2013 году находился в Брюсселе, проходя стажировку и обсуждая с представителями НАТО пути модернизации ВСУ.
В начале 2014 года назначен первым заместителем начальника Главного командного центра Вооружённых сил Украины. Отвечал за сотрудничество с НАТО.
С началом вооружённого конфликта на востоке Украины назначен начальником штаба антитеррористической операции. К началу 2015 году был начальником штаба — первым заместителем руководителя антитеррористической операции на территории Донецкой и Луганской областей. Участник боёв за Дебальцево, Углегорск, Логвиново и Редкодуб. Во время боёв вместе с начальником Генштаба ВСУ Виктором Муженко был непосредственно в Дебальцеве. В ходе операции в Дебальцеве был командиром штаба сектора С, командовал тактической группой «Барс», обеспечивавшей безопасность конвоев с боеприпасами. После потери Дебальцева участвовал в операции по отступлению из города.
С 2016 года — начальник Объединённого оперативного штаба Вооружённых сил Украины. В 2017 году назначен руководителем АТО в Донецкой и Луганской областях.
С 6 мая 2019 года президентом Украины Пётром Порошенко назначен командующим Объединённым оперативным штабом ВСУ. 5 декабря 2016 года присвоено звание генерал-лейтенанта.
5 августа  2019 года, вскоре после победы на президентских выборах Владимира Зеленского, был назначен командующим Сухопутными войсками Украины.
23 августа 2020 года присвоено воинское звание генерал-полковник.

## Во время вторжения России на Украину

### Руководство операциями
С началом вторжения России на Украину командовал обороной Киева, за это награждён президентом Владимиром Зеленским званием Герой Украины. В сентябре 2022 года командовал успешным наступлением ВСУ в Харьковской области.

#### Оборона Киева

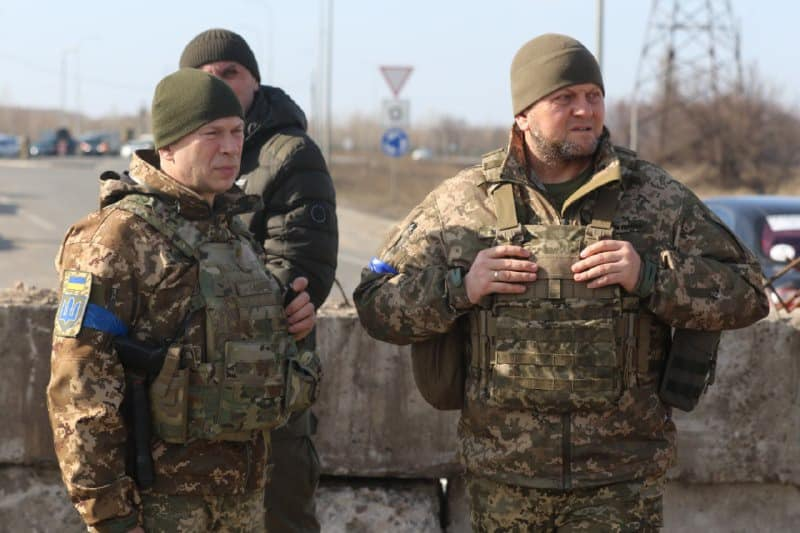
Александр Сырский и Валерий Залужный во время обороны Киева, 16 марта 2022 года

В то время как Владимир Зеленский старался преуменьшить опасность атаки на столицу, Сырский энергично готовился к обороне. Вокруг Киева были возведены два кольца обороны, были назначены командующие секторами обороны с полномочиями принятия тактических решений. В марте 2022 года по решению Сырского была взорвана дамба на р. Ирпень, что привело к затоплению позиций наступающей российской армии; был разрушен понтонный мост по пути следования российских сил на Киев. В результате этих действий наступление на Киев провалилось.

#### Наступление под Харьковом
В июле 2022 года руководил операцией на харьковском направлении, в результате которой российские войска были отодвинуты от города на расстояние, превышающее дальность артиллерийского огня, что значительно повысило безопасность населения Харькова. В сентябре войска под командованием Сырского заняли Балаклею.

#### Сражение за Бахмут
Руководил обороной Бахмута с осени 2022 по весну 2023 года. Некоторые американские военные аналитики ставят под сомнение разумность затрат усилий и средств на оборону пункта, незначительного с точки зрения стратегии. С другой стороны, существует мнение, что вовлечение значительных сил российской армии в длительные позиционные бои за незначительную цель было тактически оправданным, так как соотношение потерь в ходе наступления России на Бахмут было в пользу Украины.

### Главнокомандующий ВСУ (с 2024)
После проявления в конце 2023 года разногласий между президентом Зеленским и главнокомандующим Валерием Залужным многие украинские и западные наблюдатели предполагали, что новым главнокомандующим Вооружённых сил Украины будет назначен Александр Сырский. Его кандидатура поддерживалась двумя значительными победами Украины в текущей военной конфронтации с Россией, а также его биографией, опытом и хорошими личными отношениями с президентом.
8 февраля 2024 года президентом Зеленским назначен главнокомандующим Вооруженными силами Украины. Критики его назначения указывали на неоднозначную репутацию нового главнокомандующего в ВСУ и предполагали, что смена главкома не окажет существенного воздействия на обстановку на боевом поле, но сопряжена с политическими рисками для президента Зеленского (ввиду высокой популярности в войсках и обществе уволенного с должности генерала Залужного) и может повлечь падение уровня морально-психологического состояния бойцов на линии фронта.

## Воинские звания
- Генерал-майор (20 августа 2009)[20]
- Генерал-лейтенант (5 декабря 2016)[21]
- Генерал-полковник (23 августа 2020)[15]
- Генерал (24 августа 2024)

## Оценки
Анализ издания The Economist, опубликованный в середине декабря 2022 года, утверждал, что стиль командования генерала Сырского «разительно отличается от советской и российской иерархической практики», отмечая, что он исповедует принцип децентрализованного командования, принятый в НАТО, и делает упор на морально-психологическое состояние личного состава, а также использование обмана и внезапности для компенсации недостатка огневой мощи в ВСУ.
Материал журналистов «Русской службы Би-би-си», опубликованный вскоре после назначения Сырского Главкомом отмечал, что, по мнению ряда опрошенных ими офицеров ВСУ, Сырский «имеет репутацию крайне жёсткого командира, подчас требующего от вверенных ему подразделений большего, чем они реально могут достичь».
По сообщениям The New York Times, The Washington Post, Politico и других СМИ, Сырский имеет прозвища «Генерал 200» и «Мясник».

## Награды
- Звание Герой Украины с вручением ордена «Золотая Звезда» (5 апреля 2022) — за личное мужество, весомый вклад в защиту государственного суверенитета и территориальной целостности Украины[16]
- Крест боевых заслуг (27 июля 2022 года) — за выдающиеся личные заслуги в защите государственного суверенитета и территориальной целостности Украины, самоотверженное служение Украинскому народу, верность военной присяге[25]
- Орден Богдана Хмельницкого I степени (11 декабря 2022) — за личное мужество и самоотверженные действия, проявленные в защите государственного суверенитета и территориальной целостности Украины, верность военной присяге[26]
- Орден Богдана Хмельницкого II степени (18 марта 2022)[27]
- Орден Богдана Хмельницкого III степени (14 марта 2015)[11]
- Медали Украины
- Медали СССР.
- Почётный гражданин Киева (2024)[28]
- Почётный гражданин Харькова (2023)[29]
- Почётный гражданин Харьковской области (2022)[30].

## Российская семья и личная жизнь

### Российская семья
Его родители, Станислав и Людмила Сырские, а также брат Олег живут во Владимире. По словам брата, с Сырским они давно не общаются.

### Личная жизнь
Супруга — Тамара Ивановна Харченко. Сыновья — Антон и Александр.
Владеет земельным участком под Белой Церковью (с 2016 года) и служебной квартирой в Киеве (с 2018 года).